# چاوون
چاوون (به فرانسوی: Chavonne) یک کمون (فرانسه) در فرانسه است که در ان (ا-دو-فرانس) واقع شده‌است. چاوون ۳٫۶۲ کیلومتر مربع مساحت دارد ۱۴۵ متر بالاتر از سطح دریا واقع شده‌است.